# Hotu Matuʻa
Hotu Matuʻa – legendarny wódz, który według podań miał być pierwszym człowiekiem przybyłym na Wyspę Wielkanocną wraz z rodziną i towarzyszami z mitycznej Hawaiki. Przez mieszkańców Rapa Nui uważany jest za pierwszego ariki mau („najwyższego wodza” lub „króla”). Według jednej z miejscowych legend posągi moai przedstawiają wojowników, którzy przybyli na wyspę z wodzem Hotu Matuą.

## Legenda

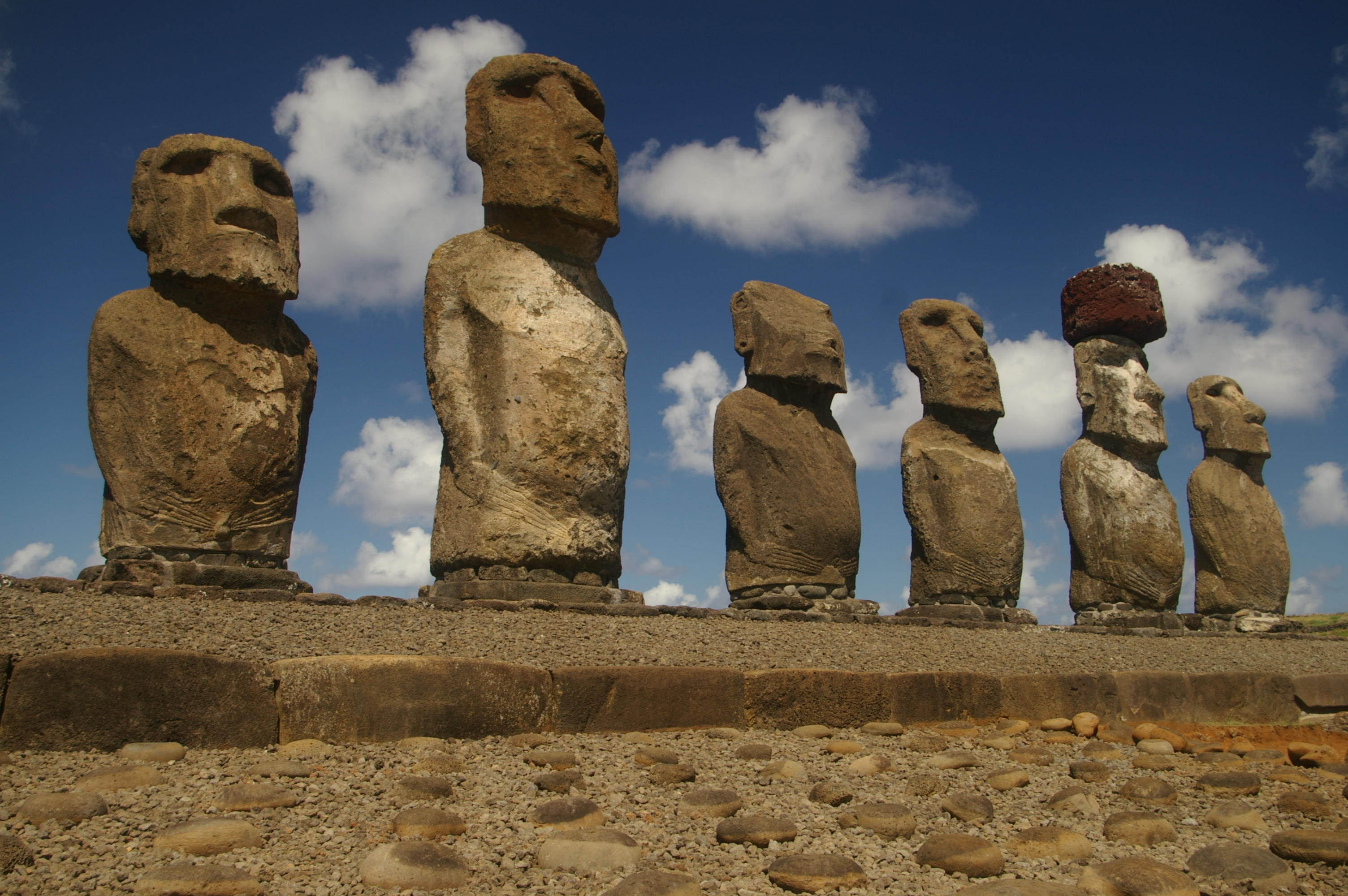
Posągi moai, które według niektórych podań mają przedstawiać wojowników przybyłych na wyspę z wodzem Hotu Matuą

Istnieje kilka wersji legendy o Hotu Matui, jednak najbardziej znaną jest ta zapisana na manuskrypcie Pua Ara Hoa, który szczegółowo opisuje okoliczności opuszczenia Hawaiki przez mitycznego wodza.
Według tej wersji Haumaka, jeden z mieszkańców Hawaiki, miał sen, w którym jego duch przemierzał ocean z zachodu na wschód w poszukiwaniu nowej ziemi. Dotarł w końcu do trzech jałowych wysepek (Motu Kao Kao, Motu Iti i Motu Nui) położonych na południowy zachód od większej wyspy. Przeleciał nad nią i dotarł na plażę znaną dziś jako Anakena. Przed powrotem większą wyspę nazwał Te Pito o Te Henua („Pępek świata”).
Po przebudzeniu udał się do wodza Hotu Matuʻa i opowiedział mu o swoim śnie. Wódz rozkazał mu zbudować łódź, zebrać żywność i posłać siedmiu ludzi do odnalezienia wyspy, którą ujrzał we śnie. Po ich powrocie sam wyruszył w podróż, na pokładzie dwóch wielkich łodzi, do których załadował prowiant, zwierzęta, a nawet rośliny. Każda z nich mieściła około setkę ludzi, wśród których była także jego siostra Avareipua. Po kilku miesiącach żeglarze dotarli do Rapa Nui, a pierwszym który zszedł na wyspę był Hotu Matuʻa. W trakcie schodzenia na ląd jego żona urodziła chłopczyka imieniem Tuu Maheke, który został pierwszym spadkobiercą królewskiego rodu. Później miał jeszcze kilkoro dzieci, które stworzyły różne plemiona, więc podzielił między nimi wyspę. 
Ostatnie dni swojego życia Hotu Matuʻa spędził w pobliżu krateru Rano Kau. Ponieważ czuł, że jego czas dobiega końca, zwołał liderów wszystkich grup i wyznaczył swojego najstarszego syna na następcę. Poprosił również, by zabrano go na krawędź krateru, żeby mógł ostatni raz spojrzeć w stronę rodzinnej ziemi na zachodzie. Po zaniesieniu do domu wódz zmarł, a jego ciało pogrzebano w Akahanga.

## Historia

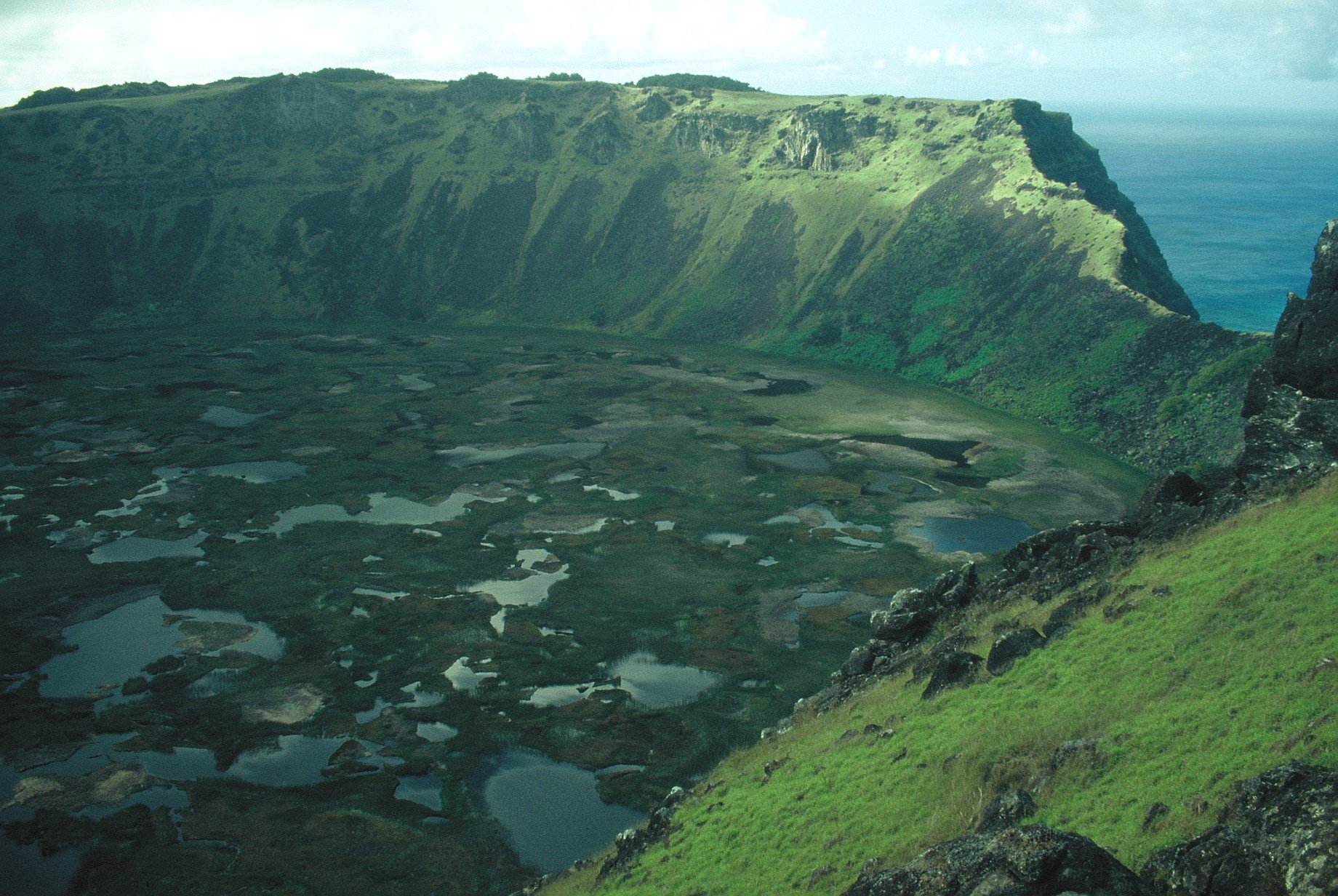
Krater Rano Kau, gdzie Hotu Matuʻa spędził ostatnie dni swojego życia

Badacze mają jednak zastrzeżenia co do wiarygodności tej legendy, jak również do samej daty zasiedlenia wyspy. W literaturze często podaje się, że Wyspa Wielkanocna została zasiedlona około roku 300-400 n.e. czyli w czasie przybycia pierwszych osadników na Hawaje. Niektórzy naukowcy twierdzą jednak, że nie mogło to mieć miejsca przed rokiem 700-800 n.e. na co wskazuje datowanie radiowęglowe oraz badania glottochronologiczne. Z kolei ostatnie badania najstarszych przedmiotów węglem-14 sugerują, że wyspa została zasiedlona nie wcześniej niż w 1200 r. n.e. a przeprowadzone w 2006 r. analizy wycinki drzew zdają się to potwierdzać.
Polinezyjczycy, którzy pierwsi zasiedlili wyspę, przybyli prawdopodobnie z oddalonych o 3200 km Markizów, wysp Gambiera (2600 km) lub którejś z dzisiejszych wysp Polinezji Francuskiej, przywożąc ze sobą banany, taro, trzcinę cukrową, jak również kurczaki i szczury polinezyjskie.
Ponieważ istnieje podobieństwo imienia Hotu Matui do wczesnego boga i założyciela Mangarevy Atu Motua, niektórzy historycy podejrzewają, że Hotu Matuʻa został włączony do mitologii Rapa Nui dopiero w połowie XIX wieku, wraz z zaadaptowaniem języka Mangarevy. Prawdziwym „założycielem” wyspiarskiej kultury miałby być natomiast Tu‘u ko Iho, który w legendzie o Hotu Matui stanowi poboczną postać.